# کریستیان اسبارالی
کریستیان اسبارالی (ایتالیایی: Kristian Sbaragli؛ زادهٔ ۸ مهٔ ۱۹۹۰) دوچرخه‌سوار اهل ایتالیا است.

## باشگاهی
از باشگاه‌هایی که در آن رکاب زده‌است می‌توان به تیم دایمنشن دیتا و تیم دوچرخه‌سواری آکادمی اسرائیل اشاره کرد.